# Jennifer Esposito
Jennifer Cecilia Esposito (Brooklyn, 11 de Abril de 1973) é uma atriz, modelo e bailarina norte-americana de ascendência italiana. É mais conhecida pelas séries Samantha Who? e pelos filmes I Still Know What You Did Last Summer e Taxi.

## Filmografia
| Ano       | Título                                | Papel                          | Notas                                                                                         |
| --------- | ------------------------------------- | ------------------------------ | --------------------------------------------------------------------------------------------- |
| 1995      | The Sunshine Boys                     | Jeannie                        | Filme de TV                                                                                   |
| 1995      | The City                              | Connie Soleito                 | Série de TV                                                                                   |
| 1996      | Law & Order                           | Gina Tucci                     | Episódio: "Good Girl"                                                                         |
| 1997      | A Brooklyn State of Mind              | Donna Delgrosso                |                                                                                               |
| 1997      | Feds                                  | Flo                            | Episódio: "Crash and Burn"                                                                    |
| 1997      | Prince Street                         |                                | Episode: "Drugs, Lies and Videotape"                                                          |
| 1997      | A Brother's Kiss                      | Lucy                           |                                                                                               |
| 1997      | Kiss Me, Guido                        | Debbie                         |                                                                                               |
| 1997–1999 | Spin City                             | Stacey Paterno                 | 33 episódios                                                                                  |
| 1998      | No Looking Back                       | Teresa                         |                                                                                               |
| 1998      | He Got Game                           | Ms. Janus                      |                                                                                               |
| 1998      | New York Undercover                   | Gina Stone                     | 3 episódios                                                                                   |
| 1998      | Side Streets                          | Jessica                        |                                                                                               |
| 1998      | I Still Know What You Did Last Summer | Nancy                          |                                                                                               |
| 1999      | Summer of Sam                         | Ruby                           |                                                                                               |
| 1999      | Just One Time                         | Michelle                       |                                                                                               |
| 1999      | The Bachelor                          | Daphne                         |                                                                                               |
| 2000      | Law & Order: Special Victims Unit     | Sara Logan                     | Episódio: "Remorse"                                                                           |
| 2000      | Dracula 2000                          | Solina                         |                                                                                               |
| 2001      | Backflash                             | Olivia Dee 'Harley' Klintucker | Video                                                                                         |
| 2001      | The Proposal                          | Susan Reese                    |                                                                                               |
| 2001      | Made                                  | Club Girl (uncredited)         |                                                                                               |
| 2001      | Don't Say a Word                      | Det. Sandra Cassidy            |                                                                                               |
| 2001      | Beyond the City Limits                | Helena Toretti                 |                                                                                               |
| 2002      | The Master of Disguise                | Jennifer Baker                 |                                                                                               |
| 2002      | Welcome to Collinwood                 | Carmela                        |                                                                                               |
| 2002      | Hack                                  | Abby                           | Episódio: "Obsession"                                                                         |
| 2003      | Partners and Crime                    |                                | Filme de TV                                                                                   |
| 2004      | Breakin' All the Rules                | Rita Monroe                    |                                                                                               |
| 2004      | Crash                                 | Ria                            |                                                                                               |
| 2004      | Taxi                                  | Lt. Marta Robbins              |                                                                                               |
| 2004–2005 | Judging Amy                           | Louann 'Crystal' Turner        | 8 episódios                                                                                   |
| 2005      | Snow Wonder                           | Pilar                          | Filme de TV                                                                                   |
| 2005–2006 | Related                               | Ginnie Sorelli                 | 19 episódios                                                                                  |
| 2006      | More, Patience                        | Patience More                  | Filme de TV                                                                                   |
| 2006      | Jesus, Mary and Joey                  | Frankie Vitello                |                                                                                               |
| 2006      | Law & Order                           | Justine Bailey                 | Episódio: "In Vino Veritas"                                                                   |
| 2007      | Rescue Me                             | Nona                           | 5 episódios                                                                                   |
| 2007–2009 | Samantha Who?                         | Andrea Belladonna              | 35 episódios                                                                                  |
| 2008      | Conspiracy                            | Joanna                         |                                                                                               |
| 2008      | American Crude                        | Carlos                         |                                                                                               |
| 2009      | Four Single Fathers                   | Suzanne                        |                                                                                               |
| 2009      | The Broadroom                         |                                | Série de Tv                                                                                   |
| 2010      | The Wish List                         | Sarah                          | Filme de TV                                                                                   |
| 2010      | Mercy                                 | Jules Fattore                  | Episódio: "Too Much Attitude and Not Enough Underwear" Episódio: "That Crazy Bitch Was Right" |
| 2010–2012 | Blue Bloods                           | Jackie Curatola                | Elenco Regular                                                                                |
| 2011      | The Looney Tunes Show                 | Tina Russo Duck (voz)          |                                                                                               |
| 2012      | Bending the Rules                     |                                |                                                                                               |
| 2015      | Mistresses                            | Calista Raines                 | Série de TV                                                                                   |
| 2016      | NCIS                                  | Alessandra "Alex" Quinn        | Série de TV (14ª. temporada)                                                                  |
| 2019-2021 | Law & Order: Special Victims Unit     | Sargento Phoebe Baker          | 2 episódios                                                                                   |